# Crystal Tools
Crystal Tools, originalmente conocido como White Engine, es un motor de videojuego diseñado por Square Enix para videoconsolas de séptima generación; PlayStation 3, Xbox 360, PCs Microsoft Windows y cierta tecnología para Wii.
Crystal Tools, según Tetsuya Nomura, fue creado para dar el salto desde PlayStation 2 a PlayStation 3 durante la producción de Final Fantasy XIII, Final Fantasy Versus XIII y Final Fantasy XIV, especificando que el traslado a PlayStation 3 tuvo "mayores obstáculos que la anterior migración de PlayStation a PlayStation 2"
Uno de los principales aspectos del motor es que permite generar CGI de alta calidad en tiempo real. Nomura aseguró que el motor es capaz de "recrear batallas similares a las vistas en Final Fantasy VII: Advent Children." También soporta procesamiento de audio avanzado, transiciones cinemáticas, cálculos de físicas y renderizado de efectos especiales. El motor usa cuatro de los seis núcleos disponibles para juegos del procesador Cell para conseguir calidad casi-CGI en tiempo real, todo esto según Tetsuya Nomura.